# Okres Hradec Králové
Hradec Králové (Duits: Königgrätz) is een district (Tsjechisch: Okres) in de gelijknamige Tsjechische regio Hradec Králové. De hoofdstad is Hradec Králové. Het district bestaat uit 104 gemeenten (Tsjechisch: Obec). Sinds 1 januari 2007 horen ook de gemeenten Jílovice, Ledce en Vysoký Újezd bij deze okres, daarvoor behoorden deze tot de okres Rychnov nad Kněžnou.

## Lijst van gemeenten
De obcí (gemeenten) van de okres Hradec Králové. De vetgedrukte plaatsen hebben stadsrechten.
Babice -
Barchov -
Běleč nad Orlicí -
Benátky -
Blešno -
Boharyně -
Černilov -
Černožice -
Čistěves -
Divec -
Dobřenice -
Dohalice -
Dolní Přím -
Habřina -
Hlušice -
Hněvčeves -
Holohlavy -
Hořiněves -
Hradec Králové -
Hrádek -
Humburky -
Hvozdnice -
Chlumec nad Cidlinou -
Chudeřice -
Jeníkovice -
Jílovice -
Káranice -
Klamoš -
Kobylice -
Kosice -
Kosičky -
Králíky -
Kratonohy -
Kunčice -
Ledce -
Lejšovka -
Lhota pod Libčany -
Libčany -
Libníkovice -
Librantice -
Libřice -
Lišice -
Lodín -
Lochenice -
Lovčice -
Lužany -
Lužec nad Cidlinou -
Máslojedy -
Měník -
Mlékosrby -
Mokrovousy -
Myštěves -
Mžany -
Neděliště -
Nechanice -
Nepolisy -
Nové Město -
Nový Bydžov -
Obědovice -
Ohnišťany -
Olešnice -
Osice -
Osičky -
Petrovice -
Písek -
Prasek -
Praskačka -
Předměřice nad Labem -
Převýšov -
Pšánky -
Puchlovice -
Račice nad Trotinou -
Radíkovice -
Radostov -
Roudnice -
Sadová -
Sendražice -
Skalice -
Skřivany -
Sloupno -
Smidary -
Smiřice -
Smržov -
Sovětice -
Stará Voda -
Starý Bydžov -
Stěžery -
Stračov -
Střezetice -
Světí -
Syrovátka -
Šaplava -
Těchlovice -
Třebechovice pod Orebem -
Třesovice -
Urbanice -
Vinary -
Vrchovnice -
Všestary -
Výrava -
Vysoká nad Labem -
Vysoký Újezd -
Zachrašťany -
Zdechovice
Hradec Králové · Jičín · Náchod · Rychnov nad Kněžnou · Trutnov